# Santa Maria del Focallo
Santa Maria del Focallo is een plaats (frazione) in de Italiaanse gemeente Ispica.